# Flotsam and Jetsam
Flotsam and Jetsam är ett amerikanskt thrash metal-band. Det bildades 1981 som Paradox i Phoenix, Arizona av Kelly David-Smith och gitarristerna Pete Mello och Dave Goulder. Sedan anslöt även Jason Newsted, som senare blev basist i Metallica.

## Medlemmar
Nuvarande medlemmar
- Eric A. "A.K." Knutson – sång (1981–2001, 2002–)
- Michael Gilbert – gitarr (1984–1999, 2010–)
- Michael Spencer – basgitarr (1986–1989, 2014–)
- Steve Conley – gitarr (2014–)
- Ken Mary – trummor (2018–) (live 2017–2018)

Tidigare medlemmar
- Jason Newsted – basgitarr (1981–1986)
- Kelly David-Smith – trummor (1981–1997, 2011–2014)
- Kevin Horton — gitarr (1981–1983)
- Mark Vazquez – gitarr (1981–1985)
- Edward Carlson – gitarr (1983–2010, 2010–2014)
- Phil Rind – basgitarr (1986)
- Troy Gregory – basgitarr (1988–1991)
- Jason Ward – basgitarr (1991–2013)
- Craig Nielsen – trummor (1997–2011)
- Mark Simpson – gitarr (1997–1999, 2000–2010)
- Jason Bittner – trummor (2014–2017)

Turnerande medlemmar
- James Rivera – sång (2001)
- Michael Spencer – basgitarr (2013–2014)
- Jeff Barbaree – basgitarr (2013)
- Steve Conley – gitarr (2013–2014)
- Bill Bodily – basgitarr (2016, 2019)

## Diskografi
Studioalbum
- 1986 – Doomsday for the Deceiver
- 1988 – No Place for Disgrace
- 1990 – When the Storm Comes Down
- 1992 – Cuatro
- 1995 – Drift
- 1997 – High
- 1999 – Unnatural Selection
- 2001 – My God
- 2005 – Dreams of Death
- 2010 – The Cold
- 2012 – Ugly Noise
- 2014 – No Place for Disgrace 2014

Singlar/EP
- 1987 - Flotzilla / I Live You Die
- 1988 - Saturday Night`s All Right For Fighting (EP)